# Виктор Пасулко
Виктор Васиљевич Пасулко (рус. Виктор Васильевич Пасулько, укр. Віктор Васильович Пасулько; 1. јануар 1961) бивши је совјетски фудбалер.

## Биографија
Велики део фудбалске каријере провео у разним тимовима са простора некадашњег СССР-а. У дресу Спартака из Москве, освојио је два првенства Совјетског Савеза. Последњих 10 година каријере играо је у Немачкој за нижелигашке тимове.
За репрезентацију Совјетског Савеза је дебитовао 20. фебруара 1988. у пријатељској утакмици против Италије. Био је члан екипе СССР која је 1988. освојила сребро на Европском првенству у Западној Немачкој. Играо је финале против Холандије и постигао гол у групној фази против Енглеске. У дресу репрезентације Совјетског Савеза одиграо је осам утакмица и постигао један гол.
Након завршетка играчке каријере, ради као тренер. У јануару 2002. био је именован за селектора репрезентације Молдавије.

## Успеси

### Спартак Москва
- Првенство СССР: 1987, 1989.

### Репрезентација
СССР
- Сребрна медаља Европско првенство 1988. у Западној Немачкој